# Governança de TI em consultorias
Governança de TI em consultorias é um conjunto de práticas, processos e estruturas utilizados para direcionar e controlar o uso de Tecnologia da Informação (TI) em empresas de consultoria. Ela visa alinhar os objetivos de negócio dos clientes e das próprias consultorias com as metas e recursos de TI, garantindo eficiência, transparência e responsabilidade na tomada de decisões relacionadas à tecnologia.
A implementação da governança de TI em consultorias envolve diversos atores, como consultores, gestores de projeto e equipes técnicas. Além disso, enfrenta desafios específicos que estão relacionados às barreiras organizacionais, culturais e tecnológicas, que podem impactar a adoção de práticas de governança e a entrega de valor aos clientes.

## Contexto e importância
A Governança de TI (TI Governance) é fundamental para assegurar que o investimento em TI gere retorno para as organizações, alinhando processos de tecnologia com o planejamento estratégico. Em consultorias, esses mecanismos precisam ser ainda mais eficazes, pois há diferentes clientes, demandas e níveis de maturidade. A adoção de modelos de governança, como o COBIT, ITIL e a norma ISO/IEC 38500, pode auxiliar na padronização e melhoria contínua desses processos.
Porém, a natureza dinâmica dos projetos de consultoria e a necessidade de lidar com diferentes culturas organizacionais demandam uma atenção especial aos fatores que podem impedir ou dificultar a efetiva adoção das práticas de governança de TI.

## Desafios

### Barreiras organizacionais
As barreiras organizacionais incluem a resistência à mudança, falta de alinhamento estratégico entre a TI e o negócio e conflitos entre stakeholders. A Teoria da agência explica esses conflitos como resultado de interesses divergentes entre gestores de TI (agentes) e líderes organizacionais (principais), frequentemente exacerbados por contratos mal estruturados e incentivos desalinhados.

### Barreiras culturais
Culturalmente, o desafio reside em promover a adoção de uma mentalidade colaborativa e voltada para a inovação. A Teoria dos Recursos destaca a importância de elementos intangíveis, como cultura organizacional, como ativos estratégicos que podem acelerar ou bloquear a implementação da governança. Além disso, existem consultorias que trabalham em parcerias com outras empresas similares, geralmente quando possuem um cliente em comum, nesse caso, os desafios aumentam, principalmente entre os colaboradores de ambas, um exemplo disso ocorre quando a barreira linguística impacta o tempo gasto no desenvolvimento de projetos.

### Barreiras tecnológicas
Os desafios tecnológicos incluem a dependência de sistemas legados, fragmentação de dados e complexidade crescente das soluções tecnológicas. A Teoria dos Custos de Transação explica que a especificidade de ativos aumenta os custos associados à implementação de soluções de governança em ambientes tecnológicos diversos.

## Modelos e Frameworks de Governança de TI em Consultorias
A Governança de TI desempenha um papel fundamental em consultorias especializadas em tecnologia da informação, pois fornece diretrizes e estruturas para alinhar soluções tecnológicas às metas estratégicas de seus clientes. Por meio de práticas robustas de governança, as consultorias podem avaliar e implementar processos de maneira mais consistente, garantindo melhor gerenciamento de riscos, maior conformidade regulatória e eficiência na alocação de recursos.
Ao adotar frameworks de Governança de TI reconhecidos no mercado, as consultorias fortalecem suas estratégias digitais, otimizando processos internos e maximizando o retorno sobre investimentos em tecnologia. Entre os modelos mais utilizados estão COBIT, ITIL, ISO/IEC 38500, além de outros que atendem a demandas específicas, como segurança cibernética e melhoria contínua de processos.

### COBIT
O COBIT (Control Objectives for Information and Related Technology), desenvolvido pelo ISACA, é um framework abrangente que oferece práticas e controles para a governança e gestão de TI, facilitando a integração entre objetivos de negócio e soluções tecnológicas. Em consultorias, o COBIT é frequentemente utilizado como base para a avaliação de maturidade de processos de TI, definição de indicadores de desempenho e criação de planos de melhoria. A flexibilidade do COBIT permite que os consultores adaptem suas diretrizes a diferentes setores e tamanhos de organização, contribuindo para uma governança mais consistente e integrada a outras normas e frameworks.

### ITIL
O ITIL (Information Technology Infrastructure Library) foca no gerenciamento de serviços de TI, detalhando práticas e processos para o planejamento, entrega, operação e melhoria contínua dos serviços. Em consultorias, o ITIL é comumente aplicado para padronizar processos de suporte e operação, garantindo maior qualidade nos serviços oferecidos aos clientes. Ao adotarem o ITIL, as consultorias podem estruturar suas equipes de suporte e suporte avançado (Níveis 1, 2 e 3), alinhar acordos de nível de serviço (SLAs) e promover uma cultura de melhoria contínua. A popularidade do ITIL deve-se à sua praticidade e eficácia em reduzir interrupções de serviços e aumentar a satisfação do cliente.

### Outros Frameworks
Além dos principais frameworks acima, consultorias muitas vezes recorrem a modelos como:
- NIST Cybersecurity Framework: Focado em segurança cibernética, oferece um conjunto de controles e orientações para identificação, proteção, detecção, resposta e recuperação de incidentes.[8] Consultorias utilizam esse framework para estruturar projetos de segurança, avaliar vulnerabilidades e propor soluções de mitigação de riscos.
- CMMI (Capability Maturity Model Integration): Voltado para melhoria contínua de processos, o CMMI é empregado em consultorias que visam elevar o nível de maturidade de desenvolvimento de software, gerenciamento de projetos e outros processos organizacionais.[7] O modelo ajuda a identificar lacunas e a padronizar práticas, tornando a entrega de soluções mais previsível e alinhada aos requisitos de qualidade.

### Impacto e Benefícios da Governança de TI em Consultorias
A adoção de frameworks de Governança de TI pelas consultorias traz diversos benefícios, tanto para a consultoria quanto para seus clientes:
- Alinhamento Estratégico: A consultoria assegura que as iniciativas de TI estejam coerentes com a estratégia de negócio de cada cliente, otimizando investimentos e priorizando projetos com maior impacto.[11]
- Gerenciamento de Riscos: Por meio de políticas e controles, a consultoria pode identificar, avaliar e mitigar riscos de segurança, conformidade e continuidade operacional, aumentando a resiliência dos clientes.[14]
- Melhoria de Processos: A padronização e a adoção de boas práticas promovem ganhos de eficiência, reduzem retrabalhos e aprimoram a qualidade na entrega de serviços.
- Transparência e Conformidade: Com um arcabouço de governança bem definido, torna-se mais simples monitorar KPIs, garantir a conformidade legal e regulatória e prestar contas aos stakeholders.[13]
- Tomada de Decisão Baseada em Dados: A governança promove uma visão integrada dos recursos tecnológicos e do desempenho dos serviços, permitindo decisões mais embasadas sobre priorizações, orçamentos e estratégias de longo prazo.[7]

Assim, a governança de TI em consultorias não se restringe apenas à adoção de frameworks, mas também envolve o desenvolvimento de uma cultura organizacional que valorize a qualidade, a transparência e a colaboração constante com os clientes. Dessa forma, as consultorias podem guiar as organizações a extrair o máximo potencial de suas iniciativas de TI, tornando-se parceiras estratégicas na transformação digital e no crescimento sustentável do negócio.